# 梅小路家
梅小路家（うめこうじ / うめがこうじけ）は、藤原北家勧修寺流庶流清閑寺庶流の公家・華族。公家としての家格は名家、華族としての家格は子爵家。

## 歴史
内大臣・清閑寺共房の三男定矩が「梅小路」を称したのに始まる。梅小路とは、現在の京都市下京区梅小路周辺の地名に由来するとされる。家紋は竹に雀、菩提所は報恩寺、居所は院参町とした。江戸時代の石高は、蔵米50石。
明治維新後の明治2年（1869年）6月17日の行政官達で公家と大名家が統合されて華族制度が誕生すると梅小路家も公家として華族に列した。明治17年（1884年）7月7日の華族令の施行で華族が五爵制になると、同8日に大納言直任の例がない旧堂上家として定行が子爵に叙された。京都市会議員を経て貴族院の子爵議員に当選して務めた。
梅小路子爵家の邸宅は東京市赤坂区中ノ町にあった。

## 歴代当主
1. 梅小路定矩 （1619 － 1680）
2. 梅小路共方 （1653 － 1727）
3. 梅小路共慶 （1682 － ）
4. 梅小路定喬 （1690 － 1727）
5. 梅小路共経 （1726 － 1745）
6. 梅小路定福 （1743 － 1813）
7. 梅小路共之 （1770 － 1786）
8. 梅小路定肖 （1777 － 1837）
9. 梅小路共久 （1804 － 1825）
10. 梅小路定徳 （1812 － 1847）
11. 梅小路定輯 （1837 － 1855）
12. 梅小路定明 （1846 － 1869）
13. 梅小路定行 （1866 － 1942）
14. 梅小路定雄 （1909[8] － ?）